# Matematikai modell
A matematikai modell egy rendszer leírása matematikai elképzelésekkel a matematika nyelvén. A matematikai modell létrehozatala a  matematikai modellezés. Matematikai modelleket használnak a természettudományokban (mint a fizika, biológia, földtudomány, kémia) és a mérnöki területeken (mint amilyen a számítástechnika, villamosmérnöki tudományok), valamint a nem fizikai rendszereknél, mint amilyen társadalomtudományok (mint a közgazdaságtan, a pszichológia, a szociológia, a politológia). Matematikai modelleket használnak a zenében, nyelvészetben és a filozófiában (például az analitikus filozófiában).
A modell segítségével megmagyarázható a rendszer, és elemezhetőek egyes komponensek hatásai is, valamint előre jelezhetők különböző változások. Sok esetben a tudományos terület minősége attól függ, a matematikai modellek mennyire képesek visszaadni a tapasztalati úton nyert tudás eredményeit. Az elméleti matematikai modell és a gyakorlati mérések közötti különbség gyakran fontos eredményekhez vezetnek, melyek hozzájárulnak a tudományos terület fejlődéséhez.
A természettudományok hagyományos matematikai modelljei a felsoroltak többségét tartalmazza:
1. vezető egyenletek
2. kiegészítő almodellek
  1. definiáló, meghatározó egyenletek
  2. alkotó (rész)egyenletek
3. feltételezések és korlátozások
  1. kezdeti és határfeltételek
  2. klasszikus korlátozások és kinematikai egyenletek.

## A matematikai modell elemei
Sokféle matematikai modell létezik, melyek közé tartoznak többek között a dinamikai rendszerek, a statisztikai modellek, a differenciálegyenletek vagy a játékelméleti modellek. Ezek és a többi fajta is átfedheti egymást, egy modellben rengeteg elvont struktúra megtalálható. Összességükben a matematikai modellek lehetnek logikai modellek.

## Csoportosítások
A matematikai modellek építőelemei a kapcsolatok, relációk és a változók. A relációt le lehet írni műveleti jelekkel, melyek között ott vannak az algebrai műveleti jelek, függvények, differenciáljelek. A változók a rendszer paramétereinek olyan elvont tulajdonságai, melyek kifejezhetőek mennyiségekkel. A matematikai modellek struktúrájuk alapján többféleképpen is csoportosíthatóak
- Lineáris vs. nemlineáris: Ha a matematikai modell minden művelete lineáris, akkor az eredményképpen létrejött matematikai modell is lineáris lesz. A matematikai modell minden más esetben nem lineárisnak számít. A lineáris és nemlineáris definíciója kontextustól függ, melyekben a lineáris modellnek lehetnek nemlineáris jellemzői is. Például a statisztikai lineáris modellben azt feltételezzük, hogy az adott paraméterek között lineáris a viszony, viszont lehet, hogy megelőző paraméterekre már nem lineáris a kapcsolat. Ehhez hasonlóan egy differenciálegyenlet is lehet lineáris, ha leírható lineáris operátorokkal, de lehetnek benne nemlineáris kifejezések is. A matematikai programozásos modellben, ha a szóbanforgó függvény és a feltételek egyaránt lineáris egyenletek, akkor a modellt lineáris modellnek lehet tekinteni. Ha ezek közül valamelyik nemlineáris, akkor az adott modell nemlineáris modell. A lineáris struktúra azt hozza magával, hogy a problémát kisebb darabokra lehet szedni, melyeket aztán egymástól függetlenül vizsgálnak, vagy más skálán értelmeznek, és olyan eredményekre jutnak, melyek megállják a helyüket a rendszer ismételt összerakása és újraskálázása után is. A nemlineáris rendszerek közül még az egyszerűbbekről is a káoszelmélet és az irreverzibilitás juthat az ember eszébe. Bár vannak kivételek, de a nemlineáris rendszerek és modellek sokkal bonyolultabbak és nehezebben tanulmányozhatóak, mint a lineáris rendszerek. A nemlineáris problémákat gyakran megpróbálják linearizálni, de ez problémás lehet akkor, ha valaki olyan aspektusokat kíván vizsgálni, mint az irreverzibilitás, ami kimondottan a nemlineáris függvények sajátja.
- Statikus vs. dinamikus: A dinamikus modell figyelembe veszi az idő változásával kapcsolatos változásokat is a rendszerben, míg a statikus (vagy állandó állapotú) modell a rendszert nyugalmi állapotában írja le. A dinamikus modelleket leginkább differenciálegyenletekkel vagy rekurzív sorozatokkal lehet leírni.
- Explicit vs. implicit: Ha az összes bemenő paramétert ismerjük, és azokból véges számú számítás elvégzésével megkapjuk a kimeneti értéket, akkor a modellt „explicitnek” nevezzük. Néha azonban csak a kimeneti értéket ismerjük, de az egyik input paramétert kell meghatározni, szintén véges számítással. Olyan módszerekkel, mint a Newton-módszer (ha a modell lineáris) vagy mint a Broyden-módszer (ha a modell nemlineáris). Ilyenkor a modellt „implicitnek” nevezzük. Például egy sugárhajtómű fizikai tulajdonságai, mint a turbina és a szórófej torokterülete meghatározható explicit módon, ha a termodinamikus ciklus mellett ismertek a repülési feltételek és az erőbeállítások, de a motor működési ciklusa más repülési viszonyok és erőbeállítások mellett nem határozható meg explicit módon a fizikai állandókból.
- Diszkrét vs. folyamatos: A diszkrét modellezés a tárgyakat diszkréten, magában kezeli. Ilyen a molekuláris modellekben a részecske vagy egy adott állapot a statisztikai modellben. A folyamatos modell ezzel szemben folyamatosnak tekinti az eseteket. Ilyen a csőben áramló folyadék sebessége, egy szilárd anyagban a hőmérséklet és a feszültség, vagy a ponttöltés miatt egy modellben meglévő elektromos erő, mely folyamatosan hat.
- Determinisztikus vs. sztochasztikus: A determinisztikus modell olyan modell, melyben a modell paraméterei vagy az adott paraméter korábbi állapota előre meghatározza egyes variánsok állapotát. Így a determinisztikus modell adott kezdő állapotból mindig ugyanazt az értéket fogja felvenni. Ezzel ellentétben a sztochasztikus (más néven statisztikai) modell esetében jelen van a véletlenszerűség, a változók állapotát pedig nem konkrét értékek írják le, hanem sokkal inkább valószínűség-eloszlások.
- Deduktív, induktív, lebegő: A deduktív modell egy elméletre épülő logikai struktúra. Az induktív modellek alapja a valós tapasztalatok és az ezekből levont következtetés, ezek általánosítása. A lebegő modell sem az elméletre, sem a gyakorlati tapasztalatokra nem támaszkodik, itt csak elképzelt struktúrákról van szó. A közgazdaságtanon kívül a társadalmi tudományok modelljeit azért kritizálták, hogy alaptalanok a modelljeik.[3] A katasztrófaelmélet a tudományon belül lebegő modellnek számít.[4]